# Stazione di Hasselt
La stazione di Hasselt (Station Hasselt in olandese, Gare de Hasselt in francese) è una stazione ferroviaria della città belga di Hasselt.
La stazione è gestita dalla compagnia nazionale ferroviaria NMBS e fu costruita nel 1847 dalla società administration des chemins de fer de l'État belge.
È servita da treni InterCity, treni interregionali, Omnibus e Heure de pointe.